# Droisy (Eure)
Droisy település Franciaországban, Eure megyében. Lakosainak száma 459 fő (2022. január 1.). Droisy Acon, Breux-sur-Avre, La Madeleine-de-Nonancourt, Marcilly-la-Campagne, Nonancourt, Dampierre-sur-Avre és Mesnils-sur-Iton községekkel határos.

## Népesség
A település népességének változása:
| Lakosok száma | 156  | 241  | 328  | 386  | 422  | 428  | 439  | 451  | 458  | 459  |
|               | 1968 | 1982 | 1990 | 2006 | 2013 | 2015 | 2017 | 2019 | 2020 | 2022 |